# 马库斯·卡曾
马库斯·林恩·卡曾（英語：Marcus Lynn Cousin，1986年12月18日—），美国NBA联盟前职业篮球运动员。